# ناحیه قحطانیه
ناحیه قحطانیه (به عربی: ناحیة القحطانیة) یک ناحیه در سوریه است که در منطقه قامشلی واقع شده‌است. ناحیه قحطانیه ۶۵٬۶۸۵ نفر جمعیت دارد.